# 帕斯特里欧斯行动
帕斯特里欧斯行动（英語：Operation Pastorius）是第二次世界大战时期納粹德國于1942年6月在美国进行的行动代号，但秘密渗透袭击最终以失败告终。该行动由军事情报机构阿勃维尔海军上将威廉·卡纳里斯以17世纪德裔北美殖民领导人弗朗西斯·丹尼尔·帕斯托罗斯命名，主要是在美国本土制造恐怖袭击，打垮该国经济战略计划。

## 背景
自1941年12月7日珍珠港事件后，纳粹德国率先向美国宣战，美国亦作出声明加入战斗。纳粹领袖阿道夫·希特勒起初不愿同强大的美国作战，可是美国一旦参战就极有可能成为德国最强硬的对手。一番分析之后，他授权德国军事情报机构策划帕斯特里欧斯行动，派遣熟悉美国的德国间谍到美国主要大城市发动炸弹袭击，其中包括火车站、犹太人商店、化工厂、水电厂以及重要的运输船只等。军事情报机构阿勃维尔海军上将威廉·卡纳里斯委任该行动首脑，他们招募在美国生活过的一批纳粹间谍，并对他们开始简单的技巧训练课程，学会隐藏身份融入美国社会，并学习如何使用炸药、隐形墨水书写、炸毁铁轨、驾驶火车等。这批受训的间谍也被带到德国的铝工厂、火车站、水渠等地参观学习，了解同类工厂中最易袭击的弱处。最终有8名纳粹间谍通过测试，并分成两组参加密谋袭击美国的帕斯特里欧斯行动。

## 行动

### 登陆
1942年6月14日，德国海軍U型潜艇载着第一小组的4名纳粹间谍经过19天的秘密航行，悄悄驶近美国东海岸，在浓雾遮掩下，头目乔治·达斯奇与三名同伙在纽约长岛的阿玛根塞特海滩登陆。上岸时，他们携带大量高能炸药、雷管、装有硫酸的水笔，还带着9万美元现金。几天之后，在佛罗里达州杰克逊维尔市附近的彭特维德拉海滩，第二小组的四名间谍也秘密登陆。

### 叛变
第一小组在上岸后把炸药埋在沙地里，换上平民衣服时被一名在海滩边巡逻的美国海岸警卫队员发现。由于当时他们人多势众，巡逻员无可奈何。四名德国间谍飞速赶往附近的火车站，并乘坐火车到曼哈顿。
美国经济的强盛与和平的景象感染了间谍头目乔治·达斯奇，在纽约市游览许久后，他改变袭击美国的念头，决定向联邦调查局自首。当他来到纽约联邦调查局辦事處时，探員们不相信他供述的话，认为他只是胡言乱语的“疯子”。这时，他的另外三名同伙正在纽约的夜总会过着花天酒地的生活，显然全都忘了“袭击美国”任务，而将大部分时间消磨在纽约一家妓院里。达斯奇决定到华盛顿特區的联邦调查局总部自首。起初总部官员也不相信他，直到他将随身包中的8.4万美元全倒在桌上，联邦调查局总部才认真对待他的供述，最终相信他说的一切全是事实。時任聯邦調查局長约翰·埃德加·胡佛在知悉纳粹特工潜入美国本土密谋袭击之后，立即命令联邦调查局探員和美国警方展开大规模的搜捕行动。6月27日，另外七名潜入美国的纳粹间谍被一一捕获。

## 审判
该案由军事法庭审理，因为检方担心证据不足，无法进行适当的刑事审判。法院由七名法官组成，全都是将军没有一位是律师；联邦总检察长弗朗西斯·比德尔（后来担任纽伦堡审判的主法官）亲自代表检方。
尽管所有被告都提供了令人惊讶的详细供词，并且到目前为止并未试图实施破坏行为，但他们以德国人身份将爆炸物带入该国的事实被解释为违反了现行战争法。他们的供词、所谓对德国独裁政权的厌恶的表达，以及他们从未真正打算实施爆炸袭击的保证，都对他们没有帮助。
1942年8月8日宣布对达什的判决是30年监禁，即对伯格无期徒刑；其他六人被判处电椅死刑并于同一天执行。然而达什和伯格于1948年4月被美国总统的哈里·S·杜鲁门赦免，并被驱逐到美占德国。二人分别在1975年和1991年在西德逝世。